# Spjutkastning för herrar i friidrott vid olympiska sommarspelen 1980
Spjutkastning för herrar vid olympiska sommarspelen 1980 i Moskva avgjordes 26 juli. 

## Medaljörer
| Gren          | Guld                        | Guld  | Silver                            | Silver  | Brons                          | Brons   |
| Spjutkastning | Dainis Kūla · Sovjetunionen | 91,20 | Aleksandr Makarov · Sovjetunionen | 89,64 m | Wolfgang Hanisch · Östtyskland | 86,72 m |

## Resultat

### Kval
| Placering | Kastare                  | Försök | Försök | Försök | Längd   |
| Placering | Kastare                  | 1      | 2      | 3      | Längd   |
| --------- | ------------------------ | ------ | ------ | ------ | ------- |
| 1         | Ferenc Paragi (HUN)      | X      | 72.60  | 88.76  | 88.76 m |
| 2         | Wolfgang Hanisch (GDR)   | 75.24  | 85.82  | —      | 85.82 m |
| 3         | Dainis Kula (URS)        | 85.76  | —      | —      | 85.76 m |
| 4         | Miklós Németh (HUN)      | 84.84  | —      | —      | 84.84 m |
| 5         | Antero Puranen (FIN)     | 74.78  | 84.02  | —      | 84.02 m |
| 6         | Aleksandr Makarov (URS)  | 83.32  | —      | —      | 83.32 m |
| 7         | Heino Puuste (URS)       | 82.96  | —      | —      | 82.96 m |
| 8         | Justin Arop (UGA)        | 63.02  | 76.64  | 82.68  | 82.68 m |
| 9         | Aimo Aho (FIN)           | 70.84  | 78.50  | 82.12  | 82.12 m |
| 10        | Pentti Sinersaari (FIN)  | X      | 80.30  | —      | 80.30 m |
| 11        | Detlef Fuhrmann (GDR)    | 72.12  | X      | 78.80  | 78.80 m |
| 12        | Stefan Stoykov (BUL)     | 70.62  | 78.74  | 71.00  | 78.74 m |
| 13        | Detlef Michel (GDR)      | 73.30  | 78.34  | X      | 78.34 m |
| 14        | David Ottley (GBR)       | X      | 77.20  | 71.94  | 77.20 m |
| 15        | Dariusz Adamus (POL)     | 69.68  | 75.72  | 76.82  | 76.82 m |
| 16        | Zakayo Malekwa (TAN)     | 71.58  | X      | 61.66  | 71.58 m |
| 17        | Inoussa Dangou (BEN)     | 54.20  | 63.56  | X      | 63.56 m |
| 18        | Milkessa Chalchisa (ETH) | X      | 51.04  | 47.68  | 51.04 m |

### Final
| Placering | Kastare                 | Försök | Försök | Försök | Försök | Försök | Försök | Längd   |
| Placering | Kastare                 | 1      | 2      | 3      | 4      | 5      | 6      | Längd   |
| --------- | ----------------------- | ------ | ------ | ------ | ------ | ------ | ------ | ------- |
| 1         | Dainis Kula (URS)       | X      | X      | 88.88  | 91.20  | X      | X      | 91.20 m |
| 2         | Aleksandr Makarov (URS) | 85.84  | 83.48  | X      | 84.40  | 88.04  | 89.64  | 89.64 m |
| 3         | Wolfgang Hanisch (GDR)  | 86.72  | 73.74  | 84.04  | X      | X      | X      | 86.72 m |
| 4         | Heino Puuste (URS)      | 86.10  | X      | —      | X      | —      | X      | 86.10 m |
| 5         | Antero Puranen (FIN)    | 85.12  | X      | X      | 78.14  | X      | 82.94  | 85.12 m |
| 6         | Pentti Sinersaari (FIN) | 75.08  | 84.34  | 82.86  | X      | X      | X      | 84.34 m |
| 7         | Detlef Fuhrmann (GDR)   | 68.44  | 81.02  | 81.44  | 83.50  | 80.42  | 80.96  | 83.50 m |
| 8         | Miklós Németh (HUN)     | 76.60  | 74.06  | 81.46  | 81.38  | 82.40  | 76.22  | 82.40 m |
|           |                         |        |        |        |        |        |        |         |
| 9         | Aimo Aho (FIN)          | 75.82  | 80.58  | 78.86  |        |        |        | 80.58 m |
| 10        | Ferenc Paragi (HUN)     | X      | 75.46  | 79.52  |        |        |        | 79.52 m |
| 11        | Stefan Stoykov (BUL)    | 77.32  | 74.38  | 79.04  |        |        |        | 79.04 m |
| 12        | Justin Arop (UGA)       | 53.56  | 77.34  | X      |        |        |        | 77.34 m |